# Erkendelse
 Der er for få eller ingen kildehenvisninger i denne artikel, hvilket er et problem. Du kan hjælpe ved at angive troværdige kilder til de påstande, som fremføres i artiklen.

Erkendelse er et abstrakt begreb der finder anvendelse inden for mange videnskabelige discipliner. I psykologi omhandler erkendelse den måde hvormed en organisme indsamler, behandler og bruger information. Kort sagt hvordan fx mennesket opnår viden. I filosofi er erkendelse tæt forbundet med opfattelsen af epistemologi og ontologi.
Ifølge Politikens filosofiordbog skal tre betingelser være opfyldt, for at udsagn kan erkendes af et menneske:
1) Udsagnet skal være sandt. Et menneske kan således ikke erkende eksempelvis at jorden er bananformet, hvis det ikke rent faktisk er tilfældet.
2) Udsagnet skal være begrundet. Et menneske kan således ikke erkende, at jorden er rund, hvis det ikke kan forklare, hvorfor. Også selvom udsagnet er sandt.
3) Udsagnet skal udtrykke overbevisning. Et menneske kan således ikke erkende, at jorden er rund, medmindre det rent faktisk er overbevist herom. Også selvom udsagnet er både sandt og begrundet.

## Indenfor religion
I buddhismen skal man, for at opnå Nirvana, erkende sandheden:
At vores verden, Samsara, blot er en illusion, skabt af dæmonen Mara.